# Agalinis viridis
Agalinis viridis är en snyltrotsväxtart som först beskrevs av John Kunkel Small, och fick sitt nu gällande namn av Francis Whittier Pennell. Agalinis viridis ingår i släktet Agalinis och familjen snyltrotsväxter. Inga underarter finns listade i Catalogue of Life.